# Le Chabanais
Le Chabanais var en berömd bordell på 12 rue Chabanais nära Louvren i Paris mellan 1878 och 1946. Det var en av de mest berömda bordellerna i Frankrikes historia, och räknade monarker, tronföljare och politiker bland sina kunder. Le Chabanais besöktes regelbundet av Edvard VII under hans besök i Paris, vilket noterades av polisen.